# STILL ALIVE
「STILL ALIVE」（スティル・アライブ）は、布袋寅泰の32枚目のシングル。

## 概要
2010年8月4日に、EMIミュージック・ジャパンから発売された。
『北斗の拳』のプロジェクト企画「北斗の拳 201X」テーマソング。同作の新たなテーマソングを求めていた原作者の原哲夫から依頼を受け、制作された楽曲である。そのため、布袋寅泰としての新曲を作るというよりは、『北斗の拳』の独自な世界観やスピリットを表現することが目的として作られた。ジャケットはこのシングルのために原が書き下ろしたもの。
マスタリングをニューヨークのエンジニア集団「スターリング・サウンド」のエンジニアであるテッド・ジェンセンが手掛けた。「STILL ALIVE」が着うた(R)でミリオンヒット。
『北斗の拳』が国際的に知名度が高いこともあり、布袋が名刺代わりにしている「BATTLE WITHOUT HONOR OR HUMANITY」（『新・仁義なき戦い』・『キル・ビル』テーマ曲）に比肩して、「STILL ALIVE」は国際的にも人気がある。
2018年、布袋はプロジェクト企画「北斗の拳 202X」のためにテーマソング2作目となる「202X」を書き下ろした。

## 収録曲
| 全編曲: 布袋寅泰。 |                         |           |            |       |
| #                  | タイトル                | 作詞      | 作曲       | 時間  |
| 1.                 | 「STILL ALIVE」         | 森雪之丞  | 布袋寅泰   | 4:11  |
| 2.                 | 「愛をとりもどせ!!」    |           | 山下三智夫 | 3:47  |
| 3.                 | 「STILL ALIVE (inst.)」 |           | 布袋寅泰   | 4:10  |
| 合計時間:          | 合計時間:               | 合計時間: | 合計時間:  | 12:08 |

## 曲解説
1. STILL ALIVE
パンクナンバー。歌詞は布袋が森に、北斗の拳をイメージして書き下ろしてもらったという。
Aメロの直前のギターノイズは、ケンシロウの「アータタタターッ！」をギターで表現したもの。チョーキングしているギターサウンドをループしてチョップし、ケンシロウの叫び風に作ったとのこと[3]。この曲のサビはAメロと同じメロディ[4]。アルバム『PACHISLOT 北斗の拳 世紀末救世主伝説 Original Sound Track』の1曲目に収録されている。
2. 愛をとりもどせ!!
クリスタル・キング「愛をとりもどせ!!」をギター・インストでカバーしたもの。
3. STILL ALIVE (inst.)

## 収録アルバム

### STILL ALIVE
- ベスト『51 Emotions -the best for the future-』（2016年6月22日）